# TUGZip
TUGZip est un logiciel de compression de données gratuit pour Windows créé par l’allemand Christian Kindahl.

## Caractéristiques

### Formats de fichier
TUGZip peut manipuler un grand nombre de formats de fichier :
- supporte les formats ZIP, RAR, 7-ZIP, A, ACE, ARC, ARJ, BH, BZ2, CAB, CPIO, DEB, GCA, GZ, IMP, JAR, LHA (LZH), LIB, RPM, SQX, TAR, TGZ, TBZ, TAZ, YZ1 et ZOO ;
- création de fichiers 7-ZIP, BH, BZ2, CAB, JAR, LHA (LZH), SQX, TAR, TGZ, YZ1 et ZIP ;
- supporte les images BIN, C2D, IMG, ISO et NRG ;
- réparation de fichiers ZIP et SQX corrompus.

### Fonctions pour l’archivage
- Chiffrement d’archives avec six algorithmes :
  - Blowfish (128-bit),
  - DES (56-bit),
  - Triple DES (168-bit)
  - Rijndael (128-bit, 192-bit et 256-bit).
- Création d’archives auto-extractibles.

### Autres fonctions
- Support de plugins externes.
- Intégration au shell Windows (glisser-déposer, menu contextuel, etc.).
- Support de script permettant la création automatisée d’archives.
- Multi-extraction simultanée.
- Mise à jour avec la fonction Web Update.